# NGC 337
NGC 337 (другие обозначения — MCG-01-03-53, IRAS00573-0750, PGC 3572) — пекулярная спиральная галактика с перемычкой. Находится в созвездии Кит.
Этот объект входит в число перечисленных в оригинальной редакции «Нового общего каталога».
Галактика имеет необычное строение перемычки, которая значительно ярче рукавов и состоит из цепочки «узлов» с голубым избытком в спектре. Форма балджа близка к сферической. Рукава галактики расщеплены вдоль. Карликовая спиральная галактика-компаньон NGC 337A на угловом расстоянии 26,6 минуты к югу .
В галактике вспыхнула сверхновая SN 2011dq типа II, её пиковая видимая звездная величина составила 16,3.
В галактике вспыхнула сверхновая SN 2014cx типа II, её пиковая видимая звездная величина составила 15,6.
Галактика NGC 337 входит в состав группы галактик NGC 337. Помимо NGC 337 в группу также входят NGC 274, NGC 275 и NGC 298.